# Ralf Parland

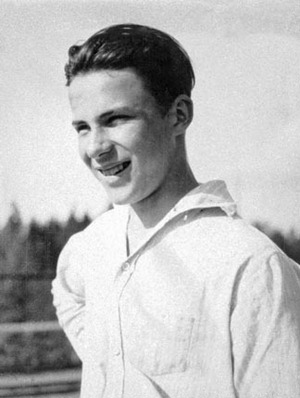
Ralf Parland (vor 1950)

Ralf Thomas Friedrich Parland (* 21. Juni 1914 in Wyborg (Großfürstentum Finnland); † 22. Mai 1995 in Stockholm) war ein finnlandschwedischer Schriftsteller, Kritiker, Übersetzer und Dichter.

## Leben
Ralf Parland war der jüngste Sohn des Ingenieurs Oswald Parland und seiner Frau Marie Julia Sesemann. Der britische Vorfahre Parlands zog nach Sankt Petersburg in den Dienst von Zarin Katarina, seine Mutter entstammte einer in Wyborg bekannten Balten-Deutschen Familie. Um den Wirren der Russischen Revolution zu entgehen, zog die Familie, in der Russisch und Deutsch gesprochen wurde, 1912 nach Finnland. Schwedisch lernte er erst durch den Besuch der Schule in Grankulla bei Helsinki. 
Durch den Bruder Henry kam Ralf Parland frühzeitig mit der modernen Literatur und dem finnlandschwedischen Modernistenkreis, zu dem unter anderen Gunnar Björling, Elmer Diktonius und Rabbe Enckell gehörten, in Kontakt. 1932 wurde er Student und nahm für kurze Zeit ein technisches Studium auf. 
Zwanzigjährig debütierte Ralf Parland 1934 mit der Novellensammlung Dusch („Dusche“). Anschließend wechselte er zwischen den Genres Kurzprosa, Lyrik und Roman. Sein Schaffen umfasst 25 gedruckte Werke. Er arbeitete 1939 als Journalist und Redaktionssekretär bei der Zeitung Viborgs Nyheter, von 1939 bis 1947 als Musikkritiker bei der finnlandschwedischen Zeitung Arbetarbladet und von 1949 bis 1958 auch für schwedische Zeitungen und Zeitschriften, wie zum Beispiel als Literaturrezensent bei Stockholms-Tidningen.
Aufgrund seines mehrsprachigen und kosmopolitischen Hintergrundes war es naheliegend, dass Ralf Parland 1939 auch als Übersetzer deutscher, finnischer und russischer Werke tätig wurde. Dazu gehörte auch Goethes Die Leiden des jungen Werthers von 1949 und Robert Musils Drei Frauen mit einer Einleitung von 1957. Unter den ungedruckten Übersetzungen kann die Oper Eugen Onegin von Peter Tschaikowski nach Alexander Puschkins Versroman genannt werden.
Während des Zweiten Weltkrieges stand Parland der finnischen Politik und dem Krieg gegen die Sowjetunion kritisch gegenüber. In seinen Nachkriegsproduktionen löste sich Parland von Diktonius' Einfluss und wurde abstrakter. In den späten 1940er Jahren traten er und andere finnlandschwedische Autoren der linken literarischen Vereinigung Kiila („Keil“) bei.
1948 zog Parland von Finnland nach Schweden und veröffentlichte Gedichte und Kurzgeschichten orwellscher Science-Fiction: Eros und Elektronerna (1953) und En apa for till Himmelen (1961). Mit diesen Werken nahm er Abstand vom Modernismus. Er hatte schon in Abel y Aifars sånger (1941) sein Interesse für Mythen und in Mot fulbordan (1944) für China und Indien gezeigt. In Hymner från Santsche-Pi (1959) schuf Parland eine Anti-Utopie mit Verbindungen zu James Hiltons einfacherer Geschichte von Shangri-La. Parlands dystopische Science-Fiction erreichte mit I. En roman om förhävdelsen (1973), einer prosaischen Erweiterung des Santsche-Pi Mythos, seinen Höhepunkt. Sonat för fallskärm och karlebass (1964) zeigte die Zuneigung des Autors zur russischen Kultur.
Während seines langen Lebens war er unter anderem mit der Schriftstellerin Eva Wichman und Helga Henschen sowie der Verlegerin und Übersetzerin Berit Skogsberg liiert.

## Werke (Auswahl)

### Novellen
- Dusch, 1934
- Ebonit, 1937
- Himlens stenar. Noveller, 1947
- Hårt ljus: noveller, 1952
- Eros och elektronerna, 1953
- Hem till sitt hav: karelska noveller om mycket vatten, 1957
- En apa for till himmelen, 1961
- En hundpredikan, 1966
- Regnbågens död, 1970

### Gedichte
- Avstånd, 1938
- Mot fullbordan, 1944
- Oavslutad människa. Dikter och legender, 1946
- Nattens eldar: dikter 1938-1948, 1949
- Relief: dikter, 1950
- Brev till ett tomrum, 1951
- Det blåser ur intet: dikter, 1953
- Eolita, 1956
- Hymner från Santsche-Pi, 1959
- Zodiaken: en diktsvit, 1961
- Sonat för fallskärm och kalebass, 1964
- Bländverket: dramatiskt poem i tre satser, 1968

### Sonstige
- Abel y Aifars sånger, 1941
- Mot morgondag: en åhörares betraktelser om musik,  1942
- De två vägarna: prosa i urval, 1954
- I: en roman om förhävelsen, 1973

## Preise und Auszeichnungen
- Lyrikpreis von Radio Schweden 1966
- Ferlinpreis der Nils-Ferlin-Gesellschaft 1989